# 天佑侠
天佑侠（てんゆうきょう）は、1894年の甲午農民戦争（東学党の乱）に際して、東学党を支援する事を名目として釜山外国人居留地の日本人らが結成した壮士集団。
東学党の乱が発生すると、釜山在住の吉倉汪聖・武田範之・大崎正吉ら壮士グループ9名によって結成、その後、「二六新報」主筆の鈴木天眼や玄洋社の内田良平、大原義剛ら日本国内のアジア主義者も参加して、6月27日に大崎の事務所に合計14名が集まって東学党合流を目指して釜山を出発した。彼らは東学党の全琫準と全羅北道淳昌にて会見を持ち、清が李氏朝鮮の宗主国として相応しく無い事を説き、漢城を占領する清軍の排除を訴えた。その後、彼らも漢城に向かったが、途中で日清戦争勃発を聞いて急遽日本軍との合流を決定して、その後は日本軍のための偵察活動を行ったり、諸事情で日本に帰国するなどして自然消滅した。
その後、彼らの多くは日本の朝鮮半島への侵略政策の尖兵役をしたり、韓国併合まで朝鮮半島と何らかの関係を有した。

## 登場するドラマ
- 緑豆の花